# إمجوضن
إمجوطن أو إمجوضن هو دوار مغربي يقع بقرية آيت يوسف أو علي في إقليم الحسيمة، شمال المملكة المغربية. بلغ عدد سكان الدوار 1،967 نسمة حسب الإحصاء الرسمي للمملكة لسنة 2004. ويتميز بقربه من مطار الحسيمة الشريف الإدريسي.